# Peki'in ha-Chadaša
Peki'in ha-Chadaša (hebrejsky פְּקִיעִין החֲדָשָׁה, doslova Nová Peki'in , v oficiálním přepisu do angličtiny Peqi'in Hadasha, přepisováno též Peki'in HaHadasha) je vesnice typu mošav v Izraeli, v Severním distriktu, v Oblastní radě Ma'ale Josef.

## Geografie
Leží v nadmořské výšce 556 metrů, v hornaté oblasti v centrální části Horní Galileji, cca 22 kilometrů od břehů Středozemního moře a 9 kilometrů od libanonských hranic.
Obec se nachází cca 5 kilometrů jihovýchodně od města Ma'alot-Taršicha, cca 112 kilometrů severovýchodně od centra Tel Avivu a cca 35 kilometrů severovýchodně od centra Haify. Peki'in ha-Chadaša obývají Židé, přičemž osídlení v tomto regionu je etnicky smíšené. Převážně židovská je oblast západně odtud, směrem k pobřeží. Jižně a východně od mošavu leží region s vyšším zastoupením izraelských Arabů a Drúzů.
Mošav je na dopravní síť napojen pomocí lokální silnice číslo 864.

## Dějiny
Peki'in ha-Chadaša byla založena v roce 1955. Zakladateli vesnice byli noví židovští přistěhovalci z Maroka. Cílem bylo posílit židovskou přítomnost poblíž historické obce Peki'in (cca 1 kilometr jihovýchodně odtud), která má kontinuální židovské osídlení od starověku, ale která je většinově obývána Drúzy. Vznik nové osady inicioval tehdejší izraelský prezident Jicchak Ben Cvi. Původně obyvatelé nové židovské vesnice v pátek docházeli do synagogy ve starém Peki'inu. Teprve později kvůli většímu pohodlí byla postavena synagoga i zde. Osadníci se zpočátku zaměřovali na zemědělství (pěstování tabáku a révy).
Ekonomika mošavu je založena na zemědělství a turistickém ruchu. Část obyvatel za prací dojíždí mimo obec. V obci fungují zařízení předškolní péče. Základní škola je ve vesnici Me'ona a ve městě Ma'alot-Taršicha. K dispozici je tu obchod, sportovní areály, synagoga a zdravotní ordinace. Obec plánuje stavební expanzi, při které k dosavadním 60 rodinám má přibýt cca nových 80 domů.
24. října 2007 dav drúzské mládeže z nedalekého Peki'inu zaútočil na Peki'in ha-Chadaša a zničil tamní anténu mobilního operátora. V následujících dnech pokračovaly násilné incidenty včetně zranění několika policistů. Policisté byli z hraniční policie, která má mezi Araby špatnou pověst, proto její užití Drúzy ještě více popudilo. Několik židovských rodin žijících v převážně drúzském Peki'inu pak tuto obec opustilo. Důvodem k drúzským výtržnostem byly pověry okolo antény mobilního operátora v Peki'in ha-Chadaša, která prý způsobovala drúzským obyvatelům rakovinu.

## Demografie
Obyvatelstvo mošavu Peki'in ha-Chadaša je smíšené, tedy sekulární i nábožensky orientované. Podle údajů z roku 2014 tvořili naprostou většinu obyvatel v Peki'in ha-Chadaša Židé (včetně statistické kategorie "ostatní", která zahrnuje nearabské obyvatele židovského původu ale bez formální příslušnosti k židovskému náboženství).
Jde o menší sídlo vesnického typu s dlouhodobě rostoucí populací. K 31. prosinci 2014 zde žilo 384 lidí. Během roku 2014 populace klesla o 15,6 %.
| Rok            | 1961 | 1972 | 1983 | 1995 | 2001 | 2003 | 2004 | 2005 | 2006 | 2007 | 2008 | 2009 | 2010 | 2011 | 2012 | 2013 | 2014 |
| -------------- | ---- | ---- | ---- | ---- | ---- | ---- | ---- | ---- | ---- | ---- | ---- | ---- | ---- | ---- | ---- | ---- | ---- |
| Počet obyvatel | 161  | 243  | 246  | 248  | 303  | 312  | 328  | 348  | 355  | 389  | 388  | 384  | 382  | 350  | 471  | 455  | 384  |